# Allocosa hostilis
Allocosa hostilis este o specie de păianjeni din genul Allocosa, familia Lycosidae. A fost descrisă pentru prima dată de L. Koch, 1877.
Este endemică în Fiji. Conform Catalogue of Life specia Allocosa hostilis nu are subspecii cunoscute.